# Cent tres
El nombre 103 (CIII) és el nombre natural que segueix el nombre 102 i precedeix el nombre 104. La seva representació binària és 1100111, la representació octal 147 i l'hexadecimal 67.
És un nombre primer.

## En altres dominis
- És el nombre atòmic del lawrenci.[2]